# جانيت بلير
جانيت بلير (بالإنجليزية: Janet Blair)‏ هي مغنية وممثلة أمريكية، ولدت في 23 أبريل 1921 في الولايات المتحدة، وتوفيت في 19 فبراير 2007 بسانتا مونيكا في الولايات المتحدة بسبب ذات الرئة. بدأت مشوارها المهني سنة 1941.

## أعمال

### أفلام
- (1962) ليلة النسر

## وصلات خارجية
- جانيت بلير على موقع IMDb (الإنجليزية)
- جانيت بلير على موقع ألو سيني (الفرنسية)
- جانيت بلير على موقع ميوزك برينز (الإنجليزية)
- جانيت بلير على موقع تيرنر كلاسيك موفيز (الإنجليزية)
- جانيت بلير على موقع أول موفي (الإنجليزية)
- جانيت بلير على موقع قاعدة بيانات برودواي على الإنترنت (الإنجليزية)
- جانيت بلير على موقع قاعدة بيانات الأفلام السويدية (السويدية)
- جانيت بلير على موقع إن إن دي بي (الإنجليزية)
- جانيت بلير على موقع ديسكوغز (الإنجليزية)
- جانيت بلير على موقع قاعدة بيانات الفيلم (الإنجليزية)